# トゥルーデおばさん
トゥルーデおばさん（Frau Trude）とは、『グリム童話集』に収録されている童話の一編。

## あらすじ
あるところにワガママな女の子がいた。そんな女の子がある日、トゥルーデおばさんの噂を聞き、その噂が本当かどうかを確かめたい、と両親に言った。
両親は悪名高いトゥルーデおばさんに近づこうとする女の子を叱り、トゥルーデおばさんの噂を確かめる事を禁じたが、女の子はそんな両親の言うことを聞かずにトゥルーデおばさんの家に行く。
しかし、女の子はトゥルーデおばさんの家に着くまでに、恐ろしいものを目撃してしまい、トゥルーデおばさんの下に訪れる時には、顔を真っ青にしていた。
そんな女の子にトゥルーデおばさんは訊ねた。
「お前はどうしてそんなに青い顔をしてるんだい？」
すると女の子は答えた。
「わたしはあなたのところの階段で黒い男の人を見たの」
「それは、炭を焼く男だったんだよ」
「それから緑の男の人を見たわ」
「それは狩人だったんだよ」
「血のように赤い男の人を見たわ」
「それは肉屋だったんだよ」
「トルーデおばさん。家のまどから見たら、あなたではなくって、本当にそう思うんだけど、頭が火で燃えている悪魔が見えたの」
すると、トゥルーデおばさんは、
「ほおー！じゃあ、おまえはちゃんとした衣装の魔女を見たんだね。わたしはおまえをずっと待っていたんだ。もう長い間おまえが必要だったんだ。おまえに光をもらおう。」
そう言って娘をひとかたまりの木材にかえてしまい、それを火に投げ入れました。
そしておばさんは燃え上がった火のそばに座って暖まり、「なんとも明るい光だわい。」と言いました。